# Bruno Olivera Lucero
Bruno Antonio Olivera Lucero (Argentina; 3 de junio de 1987) es un contador, empresario y político argentino de La Libertad Avanza. Es senador nacional por la Provincia de San Juan desde 2023.

## Biografía
Olivera es contador público de profesión y cuenta con una franquicia de gimnasios en la provincia de San Juan. Estudió en la Universidad Nacional de Cuyo, Mendoza.
Forma parte del partido Acción por una Democracia Nueva, del bloque La Libertad Avanza, y en octubre de 2023 fue electo Senador de la Nación Argentina por la Provincia de San Juan en las Elecciones legislativas de 2023, siendo el candidato más votado de la Provincia.

## Vida personal
Olivera tiene dos hijos.